# Preah Ram Ier
Pour les articles homonymes, voir RAM.
Ream Chung Prei  roi ou régent usurpateur du Cambodge sous le nom de Preah Ream Ier  de 1594 à 1596.

## Biographie
Parent éloigné de la famille royale il rassemble des partisans après la fuite du roi Satha Ier et de son fils aîné Chey Chettha Ier et il marche sur Lovek, qu’il occupe après avoir tué le gouverneur siamois. Il établit toutefois sa capitale à Srey Santhor.
Ream Ier cherche à s’attacher le service d’une troupe de Portugais et d’Espagnols commandés par Diogo Veloso et Blaz Ruiz et les autorise à traverser le royaume.
Le 12 avril 1596 une querelle éclate entre les Européens et des matelots chinois qui dégénère en combat de rue pendant lequel une centaine de Chinois sont tués. Veloso demande audience au roi-régent  pour justifier le comportement de ses hommes. Ream Ier exige immédiatement que toutes les marchandises et les jonques prises aux Chinois soient restituées. Veloso donne alors l’assaut au palais royal et Ream Ier est tué avec son fils (11/12/13 mai 1596)

## Sources
- Chroniques Royales du Cambodge de 1594 à 1677. École française d'Extrême Orient Paris 1981  (ISBN 2855395372)
- Achille Dauphin-Meunier, Histoire du Cambodge, Paris, Presses universitaires de France, coll. « Que sais-je ? n° 916 », 1968.